# Casimirsborgs glasbruk
Casimirsborgs glasbruk anlades 1757 vid Casimirsborgs sätesgård i norra änden av Gamlebyviken i Kalmar län av major greve Casimir Lewenhaupt. Bruket hade sin höjdpunkt under inspektor Jacob Rosqvist som kom dit 1780. Sedan han dött 1802 avtynade bruket och lades slutligen ned 1810.